# 原賢一
原 賢一（はら けんいち、1906年（明治39年）11月4日 - 1974年（昭和49年））は、昭和期の政治家。長野県上伊那郡西箕輪村長、伊那市長。

## 来歴
長野県上伊那郡西箕輪村（現伊那市）生まれ。旧制伊那中学（長野県伊那北高等学校）を経て、1934年（昭和9年）東北帝国大学を卒業。東筑摩郡入山部実業公民学校教諭に就任。その後、渡満し炭鉱会社に勤めた。
1945年（昭和20年）西箕輪村嘱託となり、戦後の農地問題に取り組む。1951年（昭和26年）西箕輪村長に就任。1955年（昭和30年）合併後の伊那市議会議員となり初代議長を務めた。
1958年（昭和33年）4月、伊那市長選挙に当選し、1966年（昭和41年）4月まで2期務めた。在任中は電子産業の誘致を図り、春近発電所や伊那市民会館、伊那中央総合病院の建設などにあたった。また長野県農業議会会長を務め、農業行政の振興に尽力した。